# Museum der Natur Hamburg

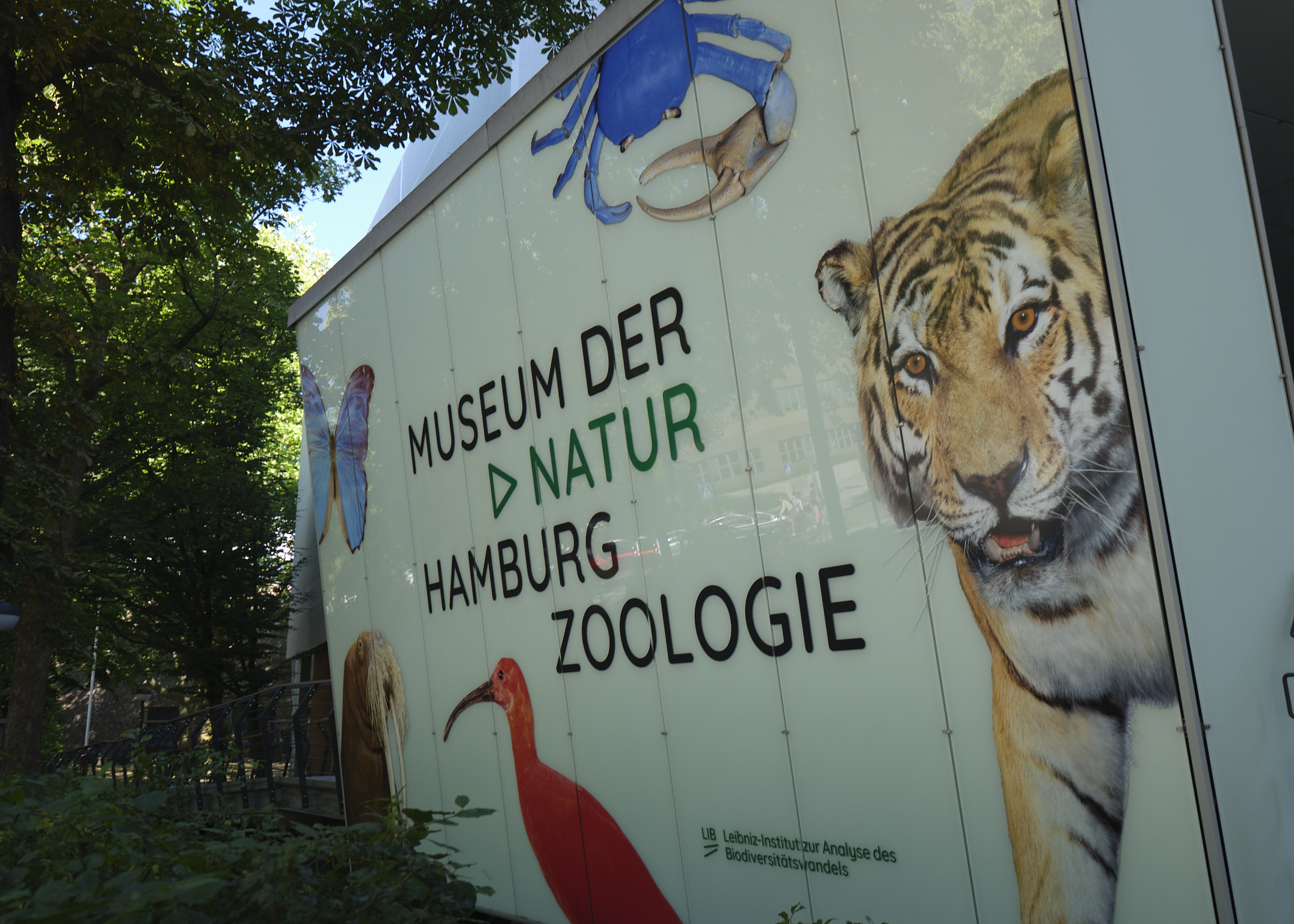
Eingang der Zoologie des Museums der Natur Hamburg

Das Museum der Natur Hamburg, ehemals Centrum für Naturkunde (CeNak), umfasst die zoologischen, mineralogischen und geologisch-paläontologischen Sammlungen der Universität Hamburg. Seit der Zusammenführung mit dem Zoologischen Forschungsmuseum Alexander Koenig (ZFMK) in Bonn am 1. Juli 2021 ist es Teil der Leibniz-Gemeinschaft und gehört zum Leibniz-Institut zur Analyse des Biodiversitätswandels (LIB). Kernaufgabe des LIB ist es, standortübergreifend den globalen Biodiversitätswandel zu erforschen und die Erkenntnisse aufklärend in die breite Gesellschaft zu tragen.
Die wissenschaftlichen Sammlungen gehen auf das 1943 im Zweiten Weltkrieg zerstörte Naturhistorische Museum zurück und umfassen zusammen über zehn Millionen naturkundliche Objekte. Sie liefern eine wichtige Grundlage für die am LIB betriebene national und international vernetzte Evolutions- und Biodiversitätsforschung.
Generaldirektor des LIB ist seit 2021 Bernhard Misof, der somit auch die Leitung des Museum der Natur Hamburg innehat. Für die Sammlungen und Forschungslabore ist geplant, in den kommenden Jahren in der Hamburger HafenCity einen Neubau zu schaffen, der mit Ausstellungen einen Dialog für die Naturwissenschaften in der Hansestadt ermöglichen soll.

## Geschichte
Das Museum der Natur Hamburg, insbesondere die Zoologie, geht auf eine Anzahl an naturkundlichen Sammlungen aus dem frühen 19. Jahrhundert zurück, die von Hamburger Kauf- und Seeleuten zusammengetragen wurden. Dadurch unterscheidet sich das Hamburger von vielen anderen naturhistorischen Museen, die von regierenden Fürsten- und Königshäusern begründet wurden. Im Jahr 1843 gründete Hamburg mit den Sammlungen des Naturwissenschaftlichen Vereins das Naturhistorische Museum. Ergänzend kamen Teile des Museum für Gegenstände der Natur und Kunst von Peter Friedrich Röding, das bis 1846 bestanden hatte, und des Museum Godeffroy 1885 durch Ankauf hinzu.

### Naturhistorisches Museum Hamburg

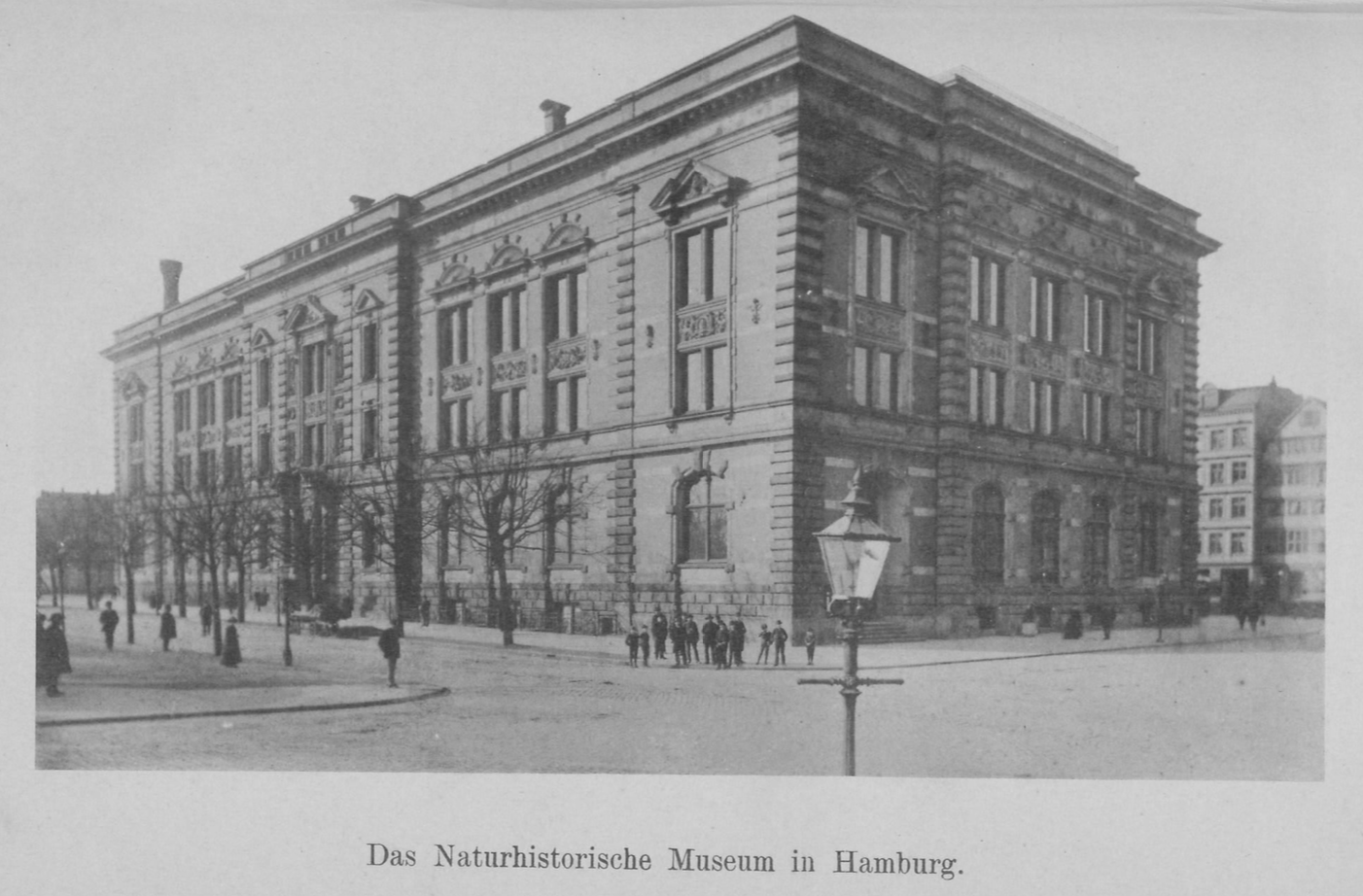
Naturhistorisches Museum am Steintorwall im Jahr 1891

Am Steintorwall bekam die Sammlung 1891 ein neues Gebäude. Eigens für das Naturhistorische Museum wurde ein imposanter Hallenbau als eine „Kathedrale der Wissenschaft“ errichtet. Das Museum mit seinen 7.100 m² Ausstellungsfläche war zeitweise mit bis zu 165.000 Besuchern im Jahr 1893 das besucherstärkste Deutschlands. Das Museum wurde auch aktiv für Forschungszwecke genutzt.
Im Zweiten Weltkrieg konnten Teile der Sammlung im Juli 1943 evakuiert werden. Zuerst wurde die Alkoholsammlung aufgrund ihrer Brandgefahr in einem nahegelegenen und nicht genutzten U-Bahnhof (Lindenstraße) ausgelagert, während Trockenpräparate, insbesondere der entomologischen Sammlung, und Teile der Bibliothek im Keller des Museums untergebracht wurden. Darunter befand sich auch der Narwalschädel mit zwei Stoßzähnen, der das Wahrzeichen des CeNak wurde. Kurz nach der Evakuierung, am 30. Juli 1943, brannte das Museum bis auf die Außenmauern nieder und mit ihm auch die Exponate der Ausstellung. Nur die ausgelagerten Alkoholpräparate und die Insektensammlung sowie einige weitere gelagerte Stücke blieben erhalten.

### Die Sammlungen im 20. Jahrhundert
Nach 25 Jahren hatten die Sammlungen ungefähr ihren alten Umfang wieder erreicht. Während dieser Zeit waren die Sammlungen provisorisch untergebracht, unter anderem in einem umgebauten Hochbunker am Bornplatz. 1969 kamen die Sammlungen in den Besitz der Universität Hamburg. Die zoologische Sammlung wurde 1974 am heutigen Standort auf dem Campus Martin-Luther-King-Platz im Hamburger Stadtteil Rotherbaum untergebracht, die geologisch-paläontologische Sammlung bezog drei Jahre später eigene Räume in unmittelbarer Nähe auf dem Gelände der Universität Hamburg. Für beide Sammlungen wurde jeweils ein Museum eingerichtet.

### Neubau Naturkundemuseum
Im 21. Jahrhundert entwickelten sich Initiativen zur Neugründung eines Naturhistorischen Museums in Hamburg. Der Wissenschaftsrat empfahl, die in der Hansestadt vorhandenen naturwissenschaftlichen Sammlungen langfristig zu erhalten.
Als Schritt zur Schaffung eines einheitlichen Museums für Naturkunde wurde 2014 das „Centrum für Naturkunde“ (CeNak) als organisatorische Zusammenfassung des Zoologischen Museums, des Geologisch-Paläontologischen Museums und des Mineralogischen Museums gegründet. Ziel des CeNaks war bereits zu Beginn die Errichtung eines Naturkundemuseums in Hamburg, das diese drei Forschungsbereiche an einem Standort wieder vereint. Um die Umsetzung eines solchen Großbauprojekts voranzubringen, wurde 2017 die Stiftung Naturkunde Hamburg gegründet. Im Jahr 2021 konnte eine Förderung durch die Leibniz-Gemeinschaft erreicht werden, indem das Hamburger CeNak mit dem Museum Koenig in Bonn zu einem gemeinsamen Forschungsmuseum mit dem Namen „Leibniz-Institut zur Analyse des Biodiversitätswandels“ fusioniert wurde. Das LIB fördert unter anderem die Erforschung von Veränderungen der Artenvielfalt; eines der Ziele ist aber weiterhin, die drei Sammlungen des CeNak wieder unter einem Dach zu vereinen. Ein Jahr später wurde das CeNak in die heutige Bezeichnung Museum der Natur Hamburg umbenannt. Der Direktor des CeNaks war in der gesamten Zeit Matthias Glaubrecht, der seitdem wissenschaftlicher Projektleiter am Leibniz-Institut zur Umsetzung des neuen Naturkundemuseums ist.
Der Nachfolgerbau des Naturhistorischen Museums Hamburg mit dem vorläufigen Namen „Evolutioneum“ soll nach aktuellen Plänen von 2022 in Hamburgs HafenCity entstehen. Nach einer Standortanalyse ist dafür das Baufeld 51 zwischen Shanghaiallee, Hongkongstraße und Überseeallee vorgesehen. Die Planungen stehen allerdings noch am Anfang.

## Forschung
→ siehe Artikel: Leibniz-Institut zur Analyse des Biodiversitätswandels (LIB).

## Sammlungen
Das Museum der Natur Hamburg zählt insgesamt über zehn Millionen Präparate, die in elf Sammlungen aufbewahrt sind. Aufgrund der historischen Bestände von zum Teil bereits ausgestorbenen Tierarten, besitzt die Sammlung einen sehr hohen Wert für die Evolutions- und Biodiversitätsforschung. Die Sammlungen werden nunmehr am Leibniz-Institut zur Analyse des Biodiversitätswandels (LIB) erforscht und kuratiert. Das Eigentum an den naturkundlichen Sammlungen verblieb im Umfang des Bestands am 30. Juni 2021 bei der Universität Hamburg.

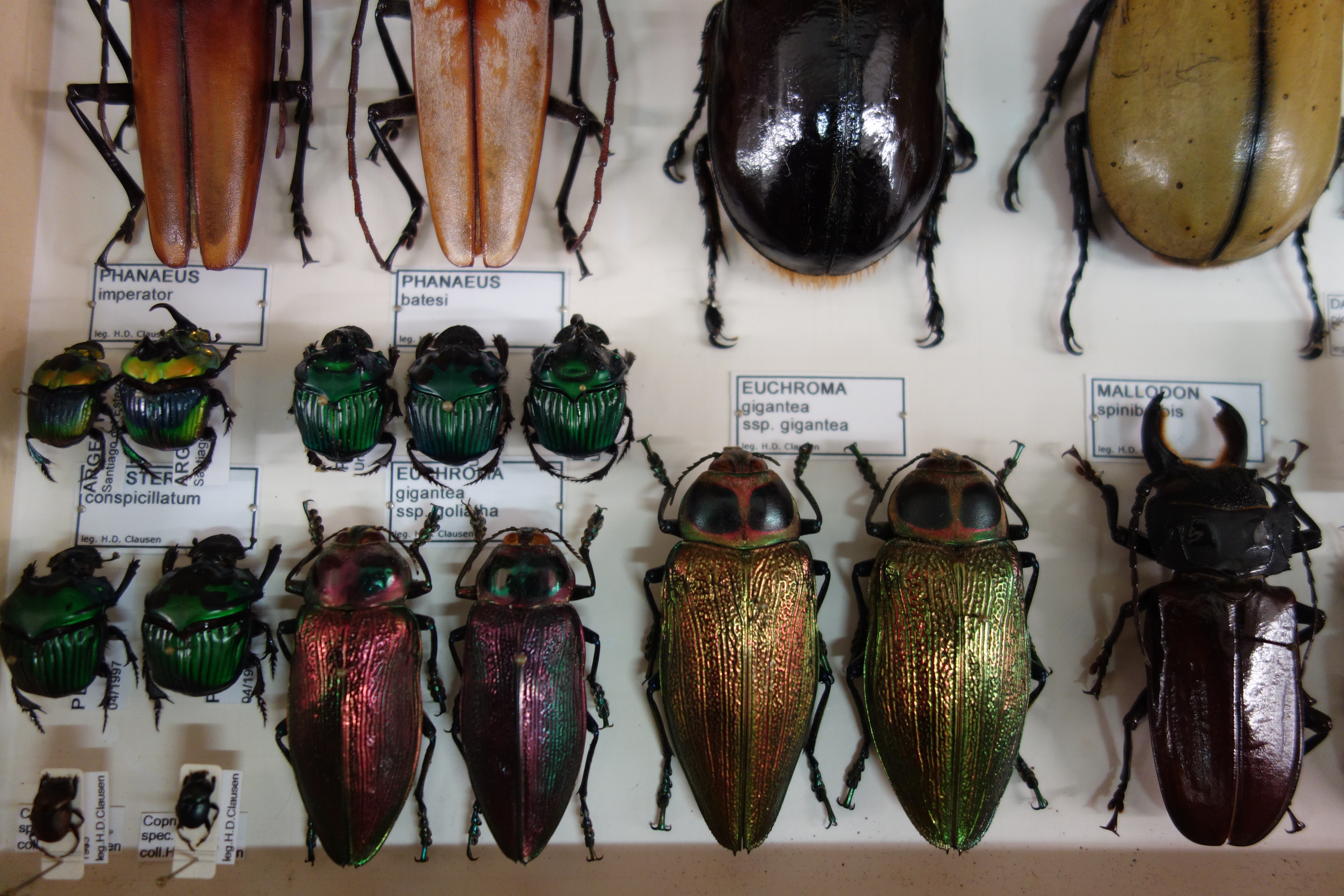
Käfer aus der entomologischen Sammlung des Museums der Natur Hamburg

### Zoologische Sammlung
Die meisten Präparate gehören zur zoologischen Sammlung, die wiederum in neun weitere Sammlungen unterteilt ist. Dazu zählt Deutschlands größte Fischsammlung der Abteilung Ichthyologie mit rund 260.000 Objekten und etwa 8.000 Arten sowie die weltweit größte Sammlung von Regenwürmern (Oligochaeta). Die Sammlungen werden international auch von anderen wissenschaftlichen Einrichtungen für Forschungszwecke genutzt.
In den wissenschaftlichen Sammlungen des Museums sind mehr als 10 Millionen Exemplare archiviert:
- Arachnologie: Insgesamt etwa 1.200.000 Sammlungsobjekte.[29]
- Crustacea: Insgesamt etwa 850.000 Sammlungsobjekte.[30]
- Entomologie: Insgesamt etwa fünf Millionen Sammlungsobjekte. Chelicerata, Myriapoda und Pararthropoda: etwa 860.000 Exemplare und 36.000 mikroskopischen Präparate, hauptsächlich Milben. Insecta: mit mehr als 80.000 Arten (mehr als 3 Millionen Individuen).[31]
- Herpetologie: Insgesamt etwa 90.000 Sammlungsobjekte. Mehr als 3.520 Arten.[32]
- Ichthyologie: Insgesamt etwa 260.000 Sammlungsobjekte. Mehr als 9.000 Arten.[33]
- Malakologie: Insgesamt etwa 1.530.000 Sammlungsobjekte. Mehr als 10.000 Arten und 120.000 Serien.[34]
- Mammalogie: Insgesamt etwa 34.000 Sammlungsobjekte.[35]
- Ornithologie: Insgesamt etwa 71.000 Sammlungsobjekte. Mehr als 3.500 Vogelarten und 15.000 Eier.[36]
- Wirbellose Tiere: Insgesamt etwa 925.000 Sammlungsobjekte.[37]
- Biobank: In diesem Spezialarchiv werden alle DNA- und Gewebeprobe aufbewahrt und langfristig verwaltet. Untergebracht ist diese Sammlung in einem Raum mit eigener Kühlung, Spezialausstattung und Kühlzellen verschiedener Formate (−20 °C und −80 °C).[38]

### Mineralogische Sammlung
Derzeit umfassen die mineralogischen Sammlungen des Museums rund 90.000 Objekte, darunter etwa 50.000 Mineralien und mehr als 900 Meteoriten. Über zwei Etagen verteilt, präsentiert die öffentliche Schausammlung etwa 1.500 mineralogische Objekte. Darunter befinden sich so einzigartige Exponate wie der größte Eisenmeteorit in einem deutschen Museum, der 424 Kilogramm schwere Gibeon-Meteorit aus Namibia, oder die weltgrößten Antimonit-Kristalle aus Japan. Der größte Teil der Schausammlung widmet sich den Mineralien. Weitere Ausstellungsthemen sind Meteoriten, Schmuck- und Edelsteine sowie Gesteine. Minerale berühmter mineralogischer Fundstellen, wie etwa der Tsumeb Mine und des Erongo-Gebirges in Namibia, der Manganerzfelder Südafrikas oder des Mont Saint-Hilaire in Kanada vervollständigen die Ausstellung. Besonderen Wert legt das Museum auf eine wissenschaftlich fundierte, aber gleichzeitig galerieartige Ausstellungskonzeption. Die Exponate werden als Kunstwerke der Natur präsentiert. Dem Museumsbesucher werden in kunstvoll ausgeleuchteten Vitrinen Schönheit und Einzigartigkeit der Exponate vermittelt. Ein ähnliches Konzept verfolgt das größte Naturkundemuseum der Welt, das American Museum of Natural History in New York, mit seiner mineralogischen Abteilung, wohingegen andere Museen häufig eher systematische mineralogische Ausstellungen zeigen.

### Geologisch-Paläontologische Sammlung
Seinen Ursprung hatte die Geologisch-Paläontologische Sammlung des Museums der Natur Hamburg bereits in den Beständen des ehemaligen Naturhistorischen Museums von Hamburg. Ab 1945 gehörte die Sammlung zum „Geologisch-Paläontologischen Institut“ der Universität und ist seit der Gründung des Centrums für Naturkunde 2014 in dessen Bestand übergegangen.
Die Vielzahl der Objekte war von nationaler wie internationaler Bedeutung, da sie umfassende Einblicke in die Flora und Fauna vergangener Erdzeitalter liefern. So umfasst die Bernsteinsammlung rund 6.000 in Harz eingeschlossene Tiere oder Pflanzenreste, die mehrere Millionen Jahre alt sind. Mit ihrer Hilfe können Erkenntnisse über einstige Umwelt- und Klimabedingungen gewonnen werden.
Eine der größten Sammlungen Europas ist die der fossilen Tintenfische.
Daneben geben eiszeitlicher Geschiebe anhand der darin transportierten Sedimente und Fossilien Einblicke in Ausbreitung der Gletscher in Nordeuropa, weshalb sie für die regionale Geologie von großer Bedeutung sind.

## Ausstellungen
Die Zoologie, ehemals Zoologisches Museum, ist der größte Fachbereich der drei zum Hamburger Standort des Leibniz-Institut zur Analyse des Biodiversitätswandels (LIB) gehörenden Ausstellungen. 1969 wurde die Mineralogie, ehemals Mineralogische Museum, in der Grindelallee nach temporärer Auslagerung wiedereröffnet. Sechs Jahre später folgte die Geologie-Paläontologie, ehemals Geologisch-Paläontologische Museum, in der Bundesstraße. 1984 wurde die zoologische Ausstellung mit einem kleinen Teil der Zoologischen Sammlung am Martin-Luther-King-Platz eröffnet. Diese Ausstellung ist in modernisierter Form und mit einem neu gestalteten Eingangsbereich noch immer in der Zoologie des Museums der Natur Hamburg zu sehen. Jährlich zählt das Museum etwa 86.000 Besucher.

### Zoologie

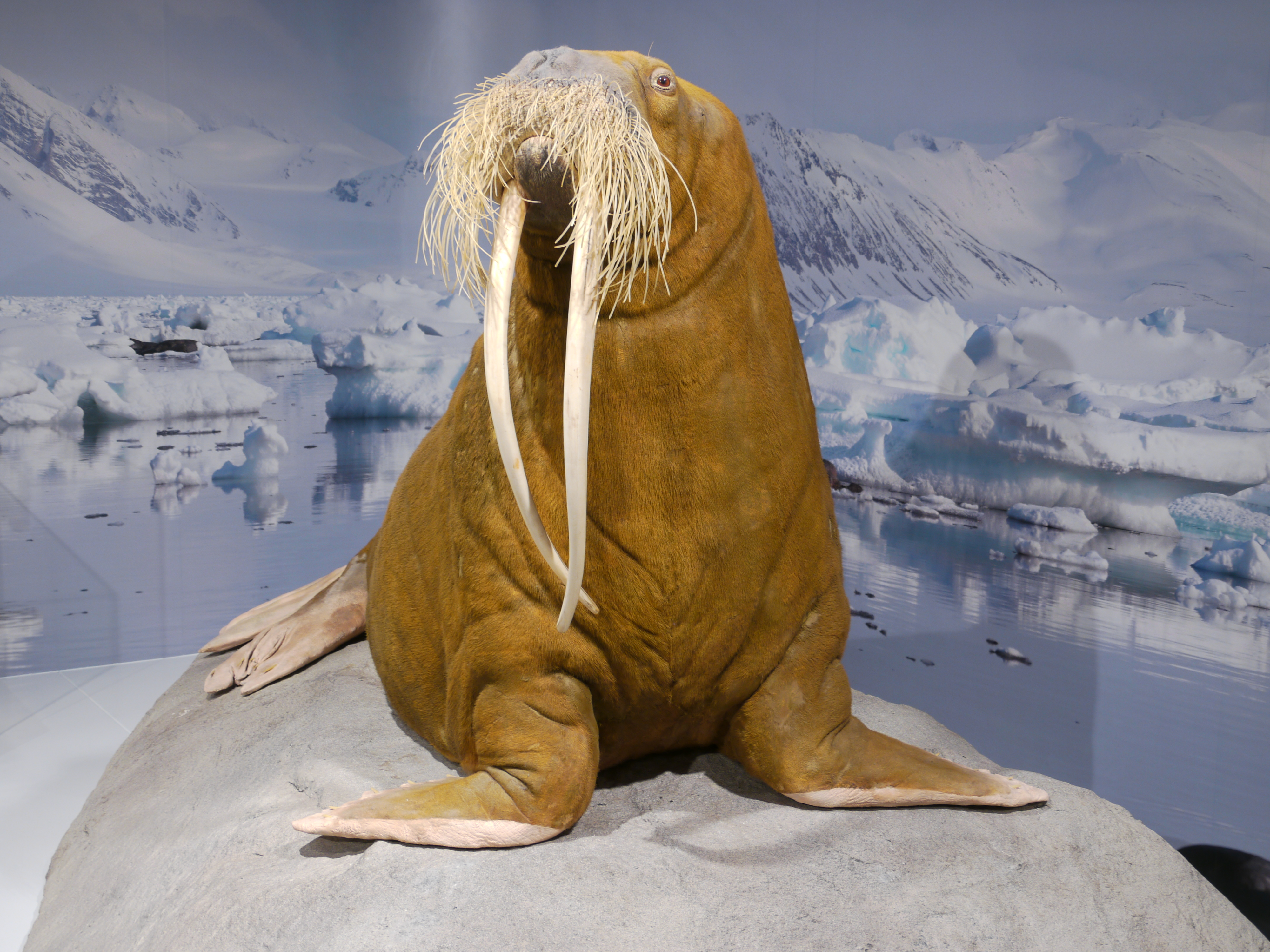
Präparierte Walrossdame „Antje“ in der Zoologie des Museums der Natur Hamburg

In Anlehnung an die Biodiversitäts- und Evolutionsforschung im LIB ist in der Ausstellung der Artenreichtum der Tierwelt unterschiedlicher Regionen der Erde zu sehen. Das Foyer rückt mit der Ausstellung zum „Anthropozän“ die Rolle des Menschen auf der Erde und die Auswirkungen menschlichen Handelns auf die Natur ins Zentrum.
Unter den Exponaten der Dauerausstellung findet sich unter anderem der seltene Schädel eines Narwal-Weibchens mit zwei Stoßzähnen. Im Eingangsbereich wird anhand eines etwa 20 Meter großen Finnwals die Geschichte des Walfangs in Hamburg erzählt. Ein weiteres Kernstück der Ausstellung ist das stadtbekannte Walross Antje, ehemaliges Maskottchen des NDR und zu Lebzeiten Besuchermagnet in Hagenbecks Tierpark. Die Ausstellung zeigt darüber hinaus viele Präparate großer Säugetiere, wie weitere Walskelette, Paarhufer, Raubkatze und Primaten, eine ornithologische Sammlung und Exponate von Reptilien und Amphibien.

Bilder von Präparaten aus der Zoologie
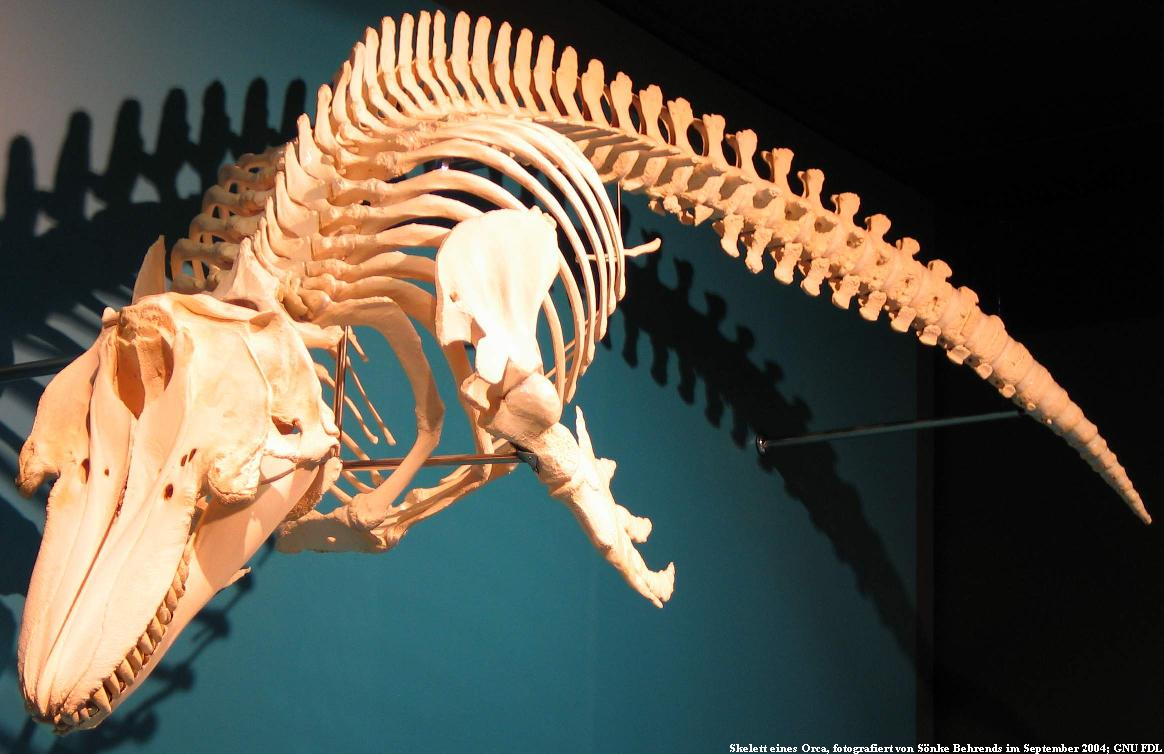
Skelett eines Schwertwales im Zoologischen Museum
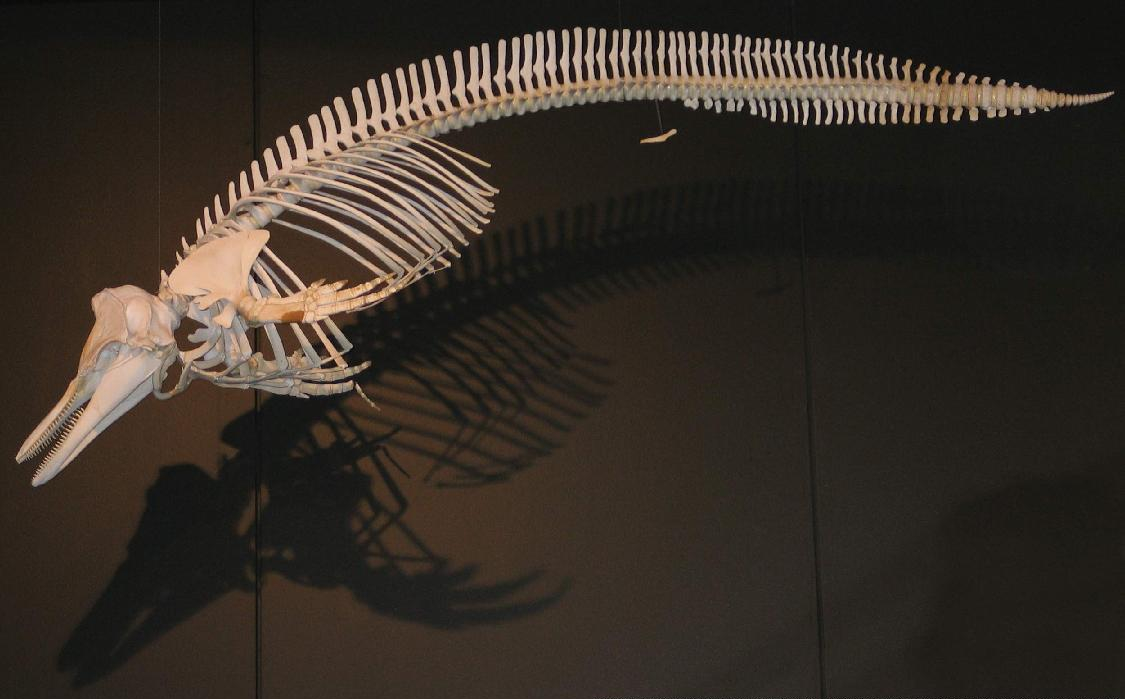
Weißschnauzendelfin
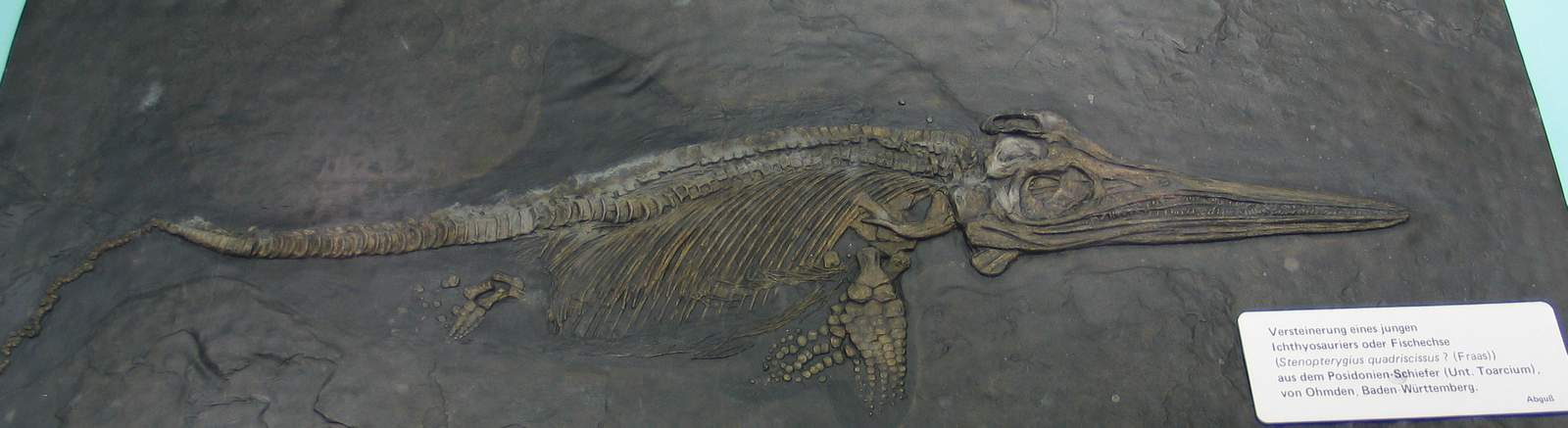
Fossil eines Ichthyosauriers
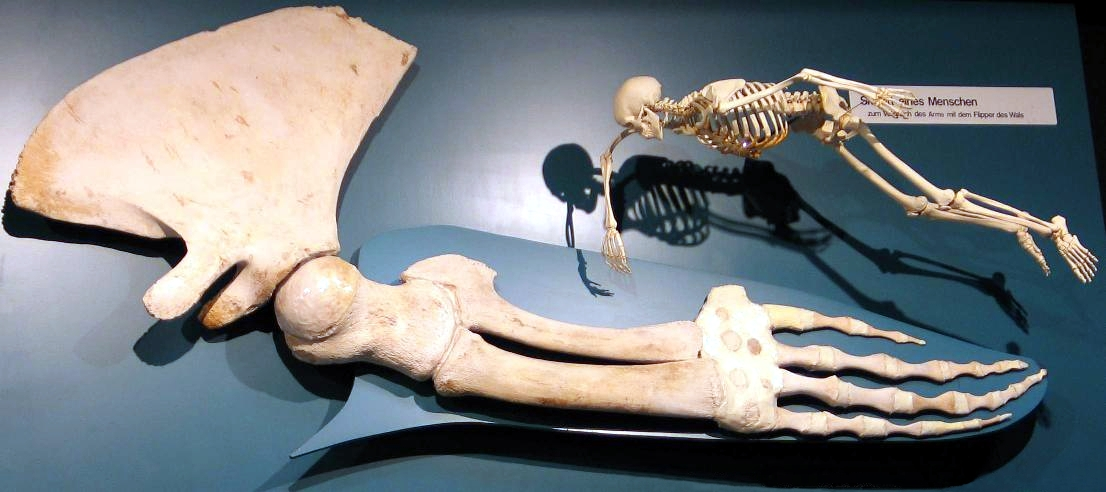
Finnwal-Flipper. Größenvergleich zum menschlichen Skelett.

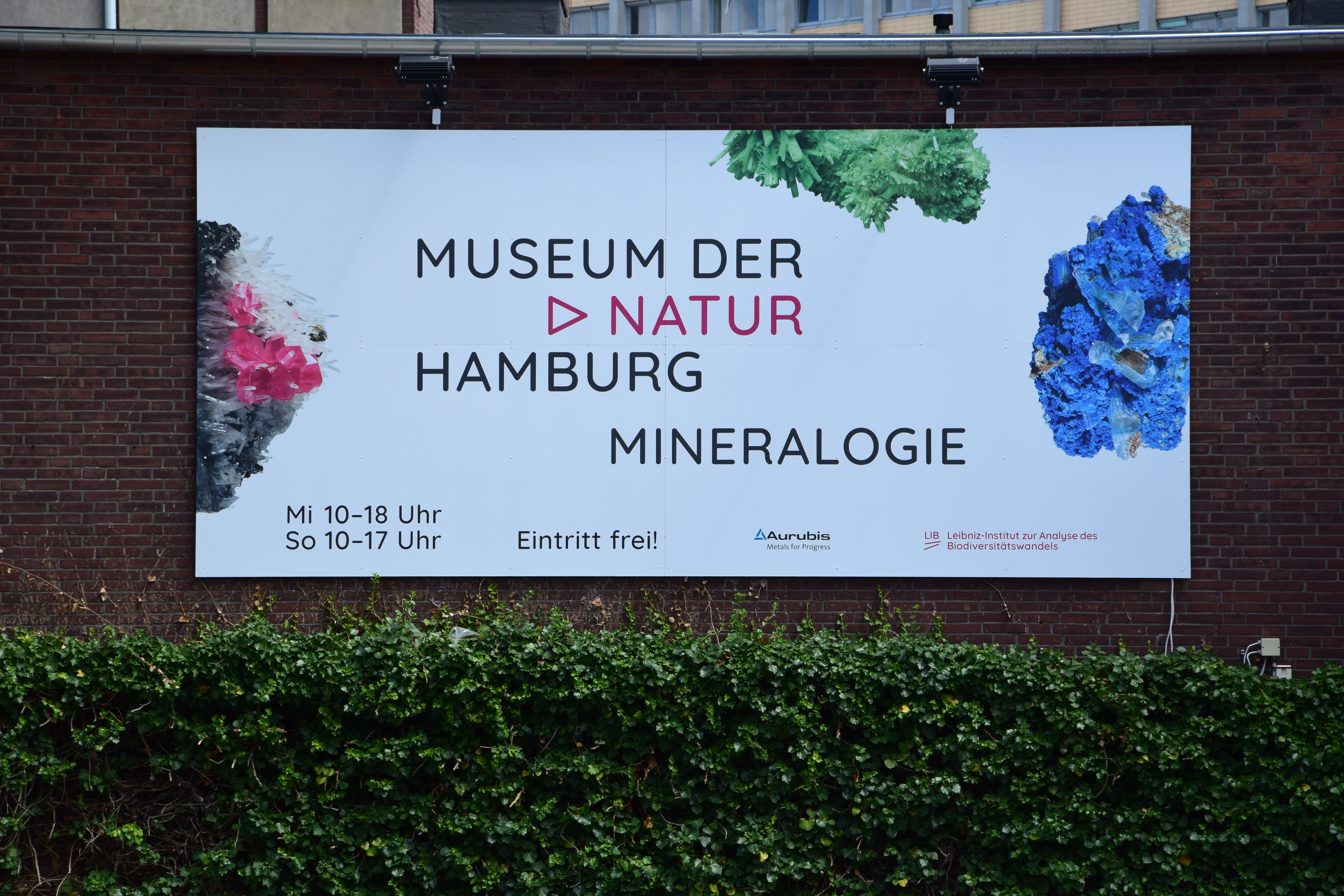
Gebäude des Mineralogie des Museums der Natur Hamburg

### Mineralogie
In der Mineralogie finden sich neben einer Vielzahl von Mineralien auch besondere Meteoriten und Kristalle. Ein Herzstück der Ausstellung ist ein 424 Kilogramm schwerer Meteorit aus Namibia, der bereits 1905 zur Sammlung des damaligen naturhistorischen Museums gehörte. Etwa 1500 Objekte sind in der Ausstellung der Mineralogie am Museum der Natur Hamburg ausgestellt. Auf einer Ausstellungsfläche von 550 m² ermöglicht die Schausammlung einen Einblick in die Welt der Mineralien, Erze, Edelsteine, Gesteine und Meteoriten und bedient sich dabei eines leicht zugänglichen Ausstellungskonzepts.

Bilder aus der Ausstellung der Mineralogie
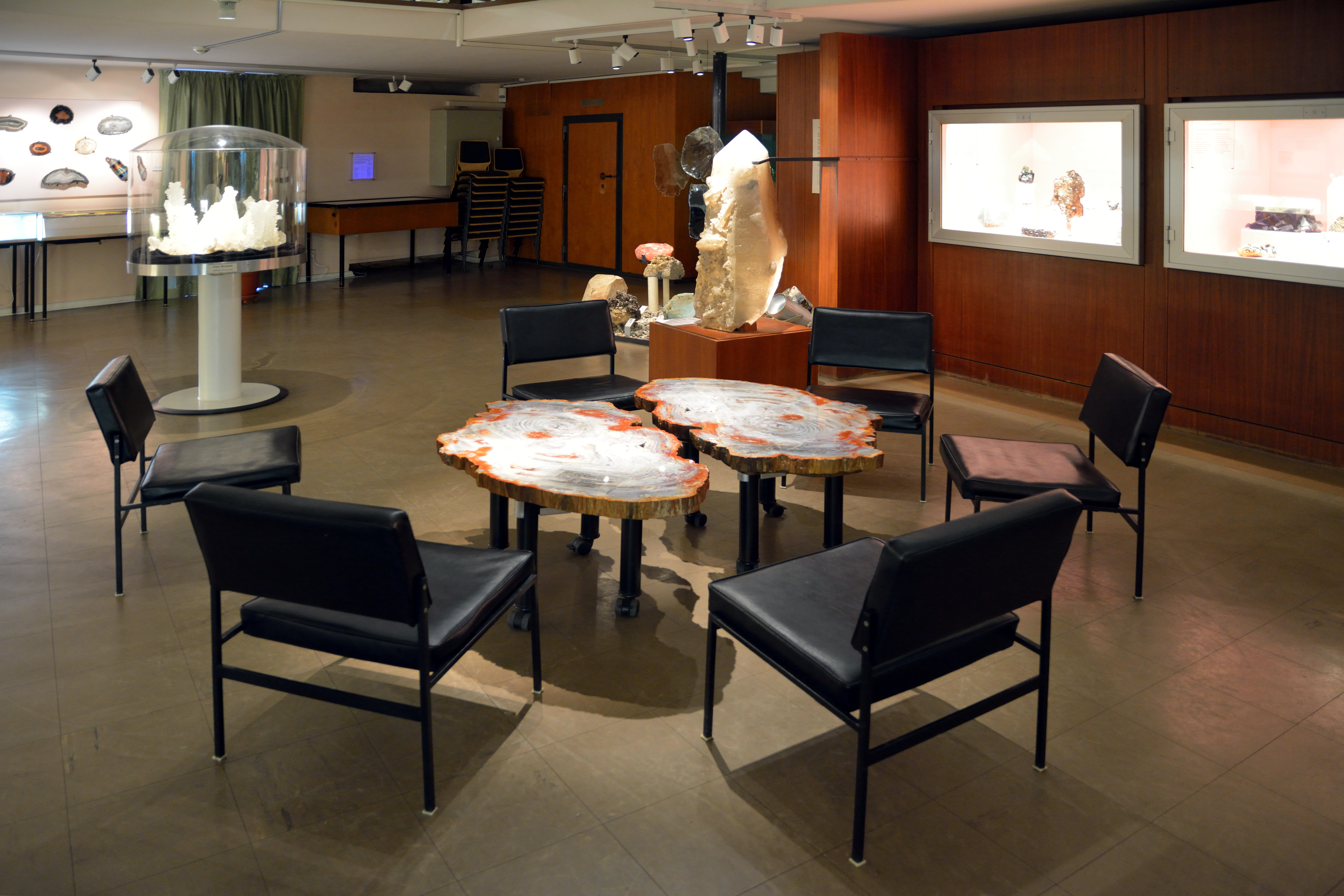
Blick in die Ausstellung
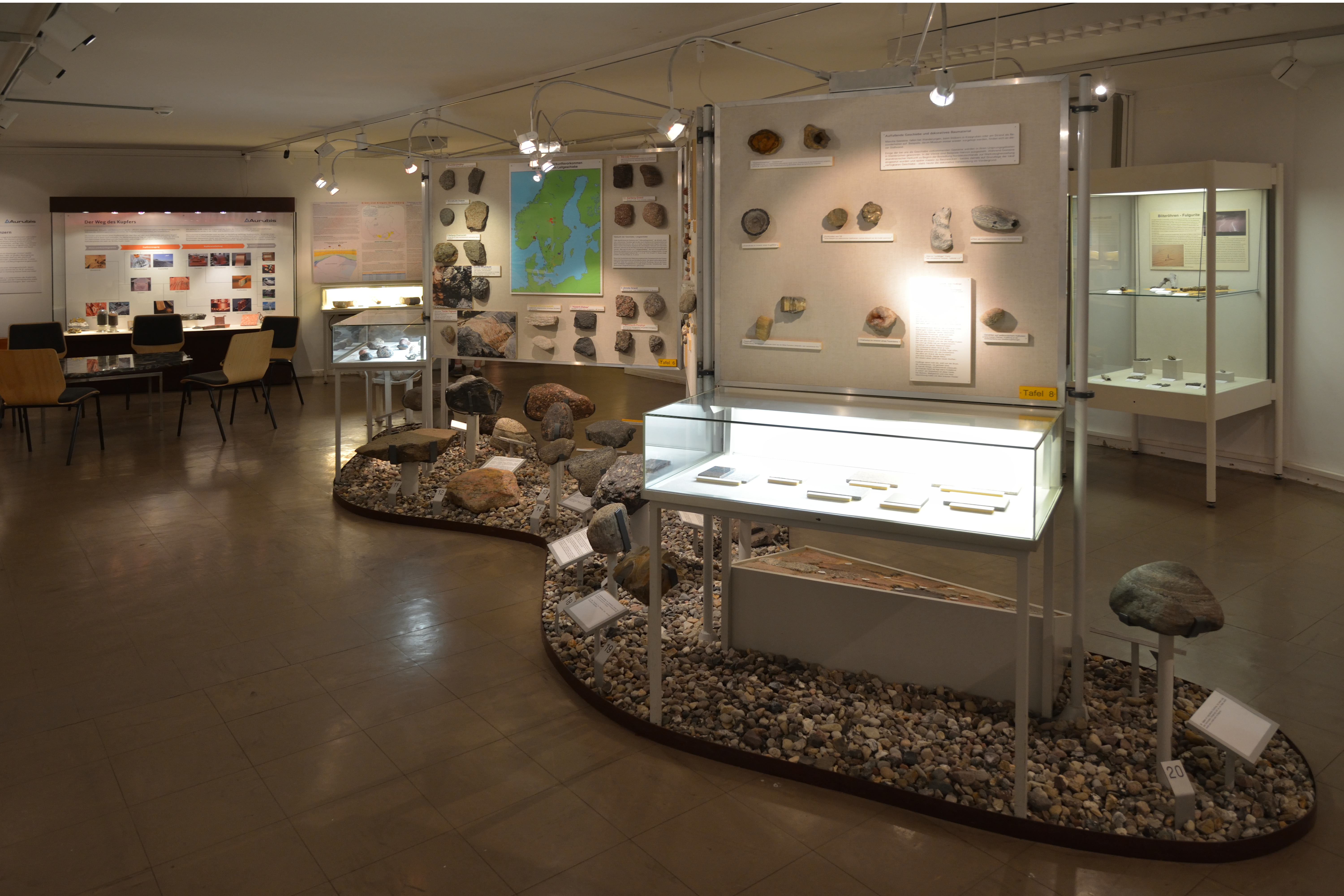
Blick in die Ausstellung
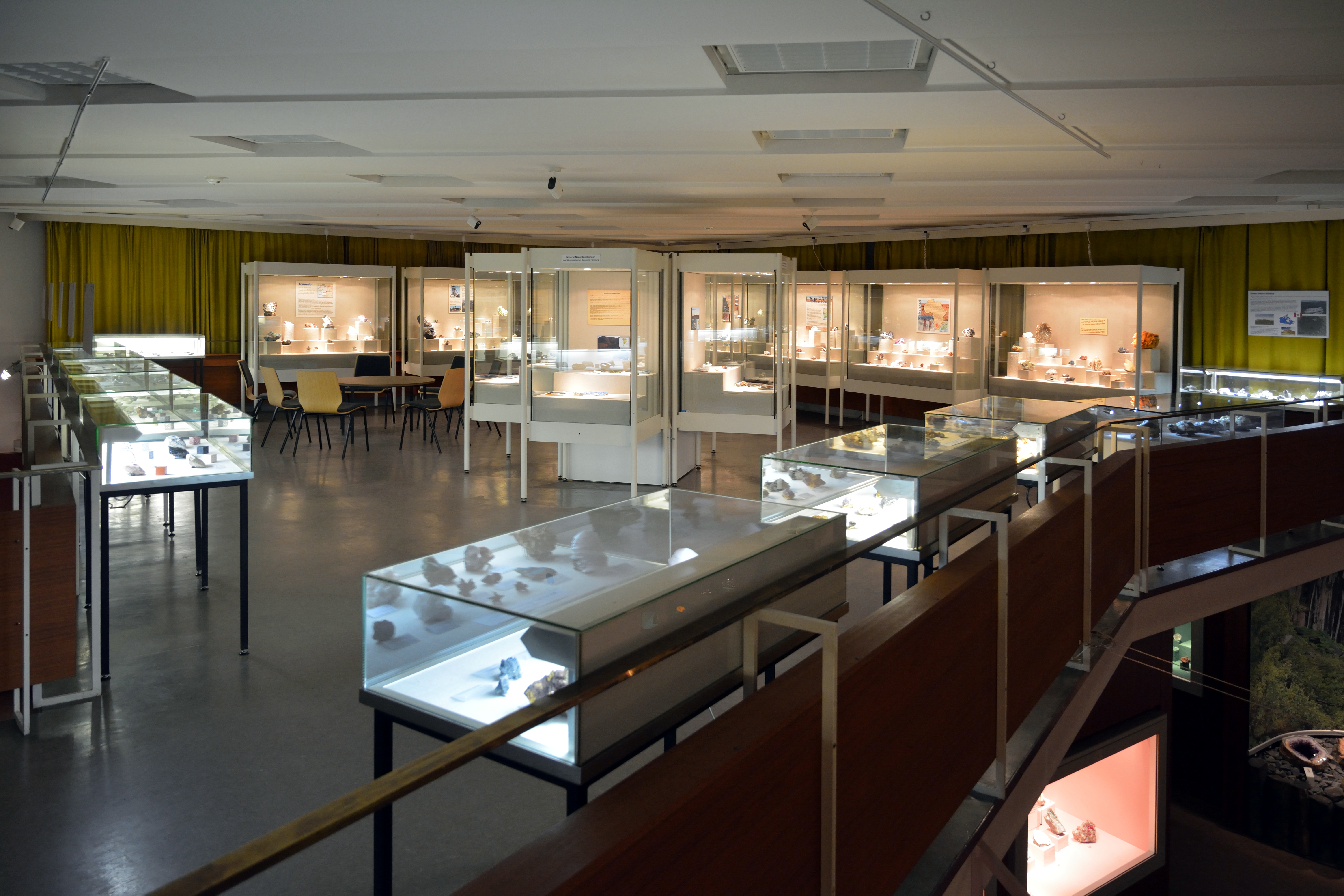
Blick in die Ausstellung
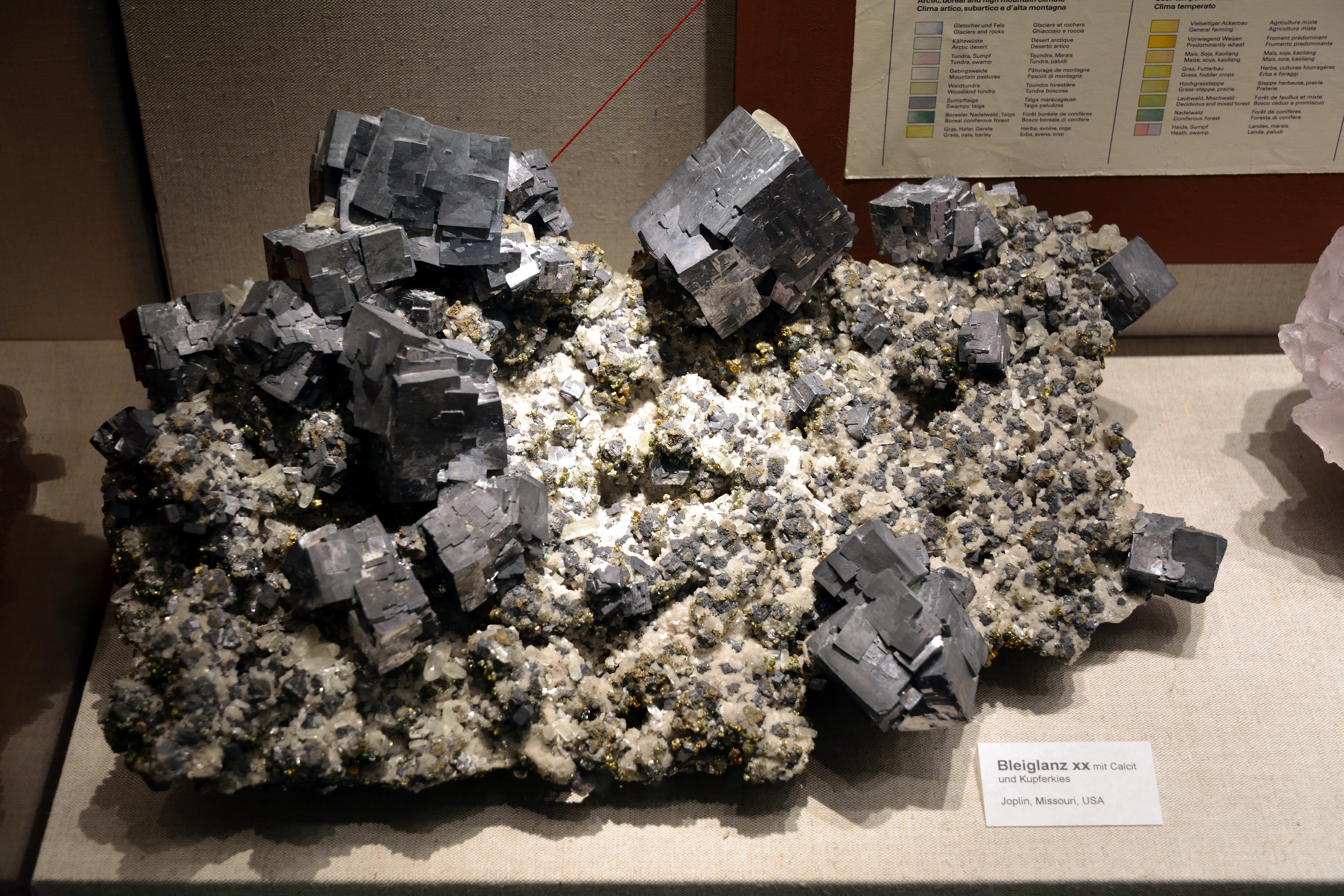
Bleiglanz als Beispiel eines ausgestellten Objektes

### Geologie-Paläontologie

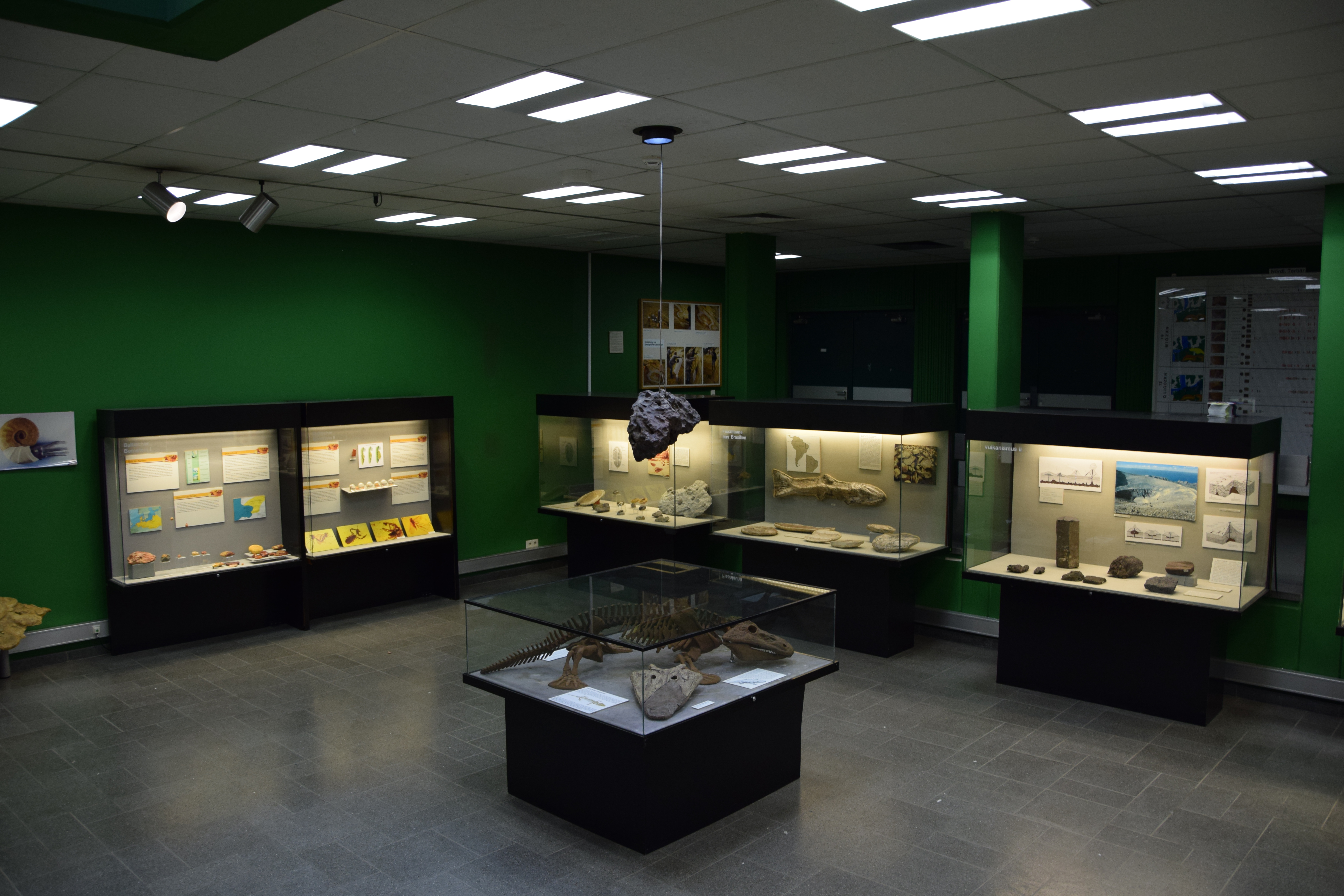
Geologie-Paläontologie des Museums der Natur Hamburg

Die Geologie-Paläontologie des Museums der Natur Hamburg befindet sich in den Gebäuden des Geomatikums der Universität Hamburg. In der Ausstellung werden neben Ammoniten und Bernsteinen auch Fossilien Jahrmillionen alter Saurier und Skelette eiszeitlicher Tiere gezeigt. Auch die lokale Geologie und bedeutende Fundstellen von Fossilien in Deutschland sind Bestandteil der Ausstellung. Das Museum informiert auf 900 m² über die geologische Entwicklung des Planeten Erde und die Entstehung und Entwicklung des Lebens auf ihm.
Das Museum zeigt die Entwicklung der Lebewesen in den letzten 3,5 Milliarden Jahren und stellt dazu Fossilien aus bekannten Fundstellen wie Solnhofen oder Messel aus. Außerdem wird der Einfluss der geologischen Entwicklung auf die Entwicklung des Lebens und die Auswirkungen des Vorschreitens und Zurückziehens der Gletscher während der Eiszeiten erläutert.
Besondere Ausstellungsstücke sind das Skelett eines etwa 30.000 Jahre alten Höhlenbären, ein versteinerter Ichthyosaurier mit einem Alter von etwa 180 Millionen Jahren und der Abguss eines Riesen-Ammoniten, dessen Durchmesser über zwei Meter beträgt.

Bilder aus der Ausstellung der Geologie-Paläontologie
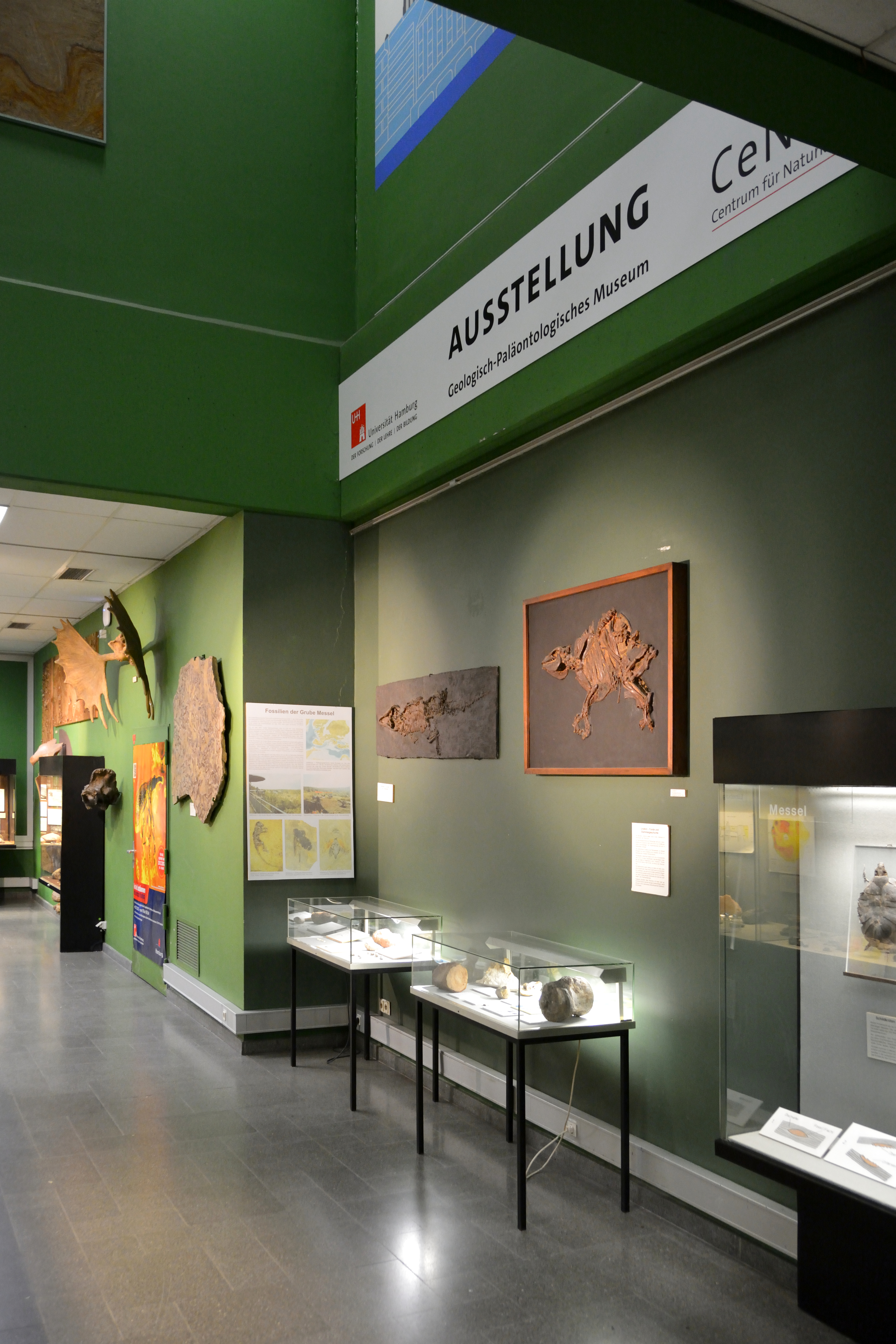
Blick in die Ausstellung
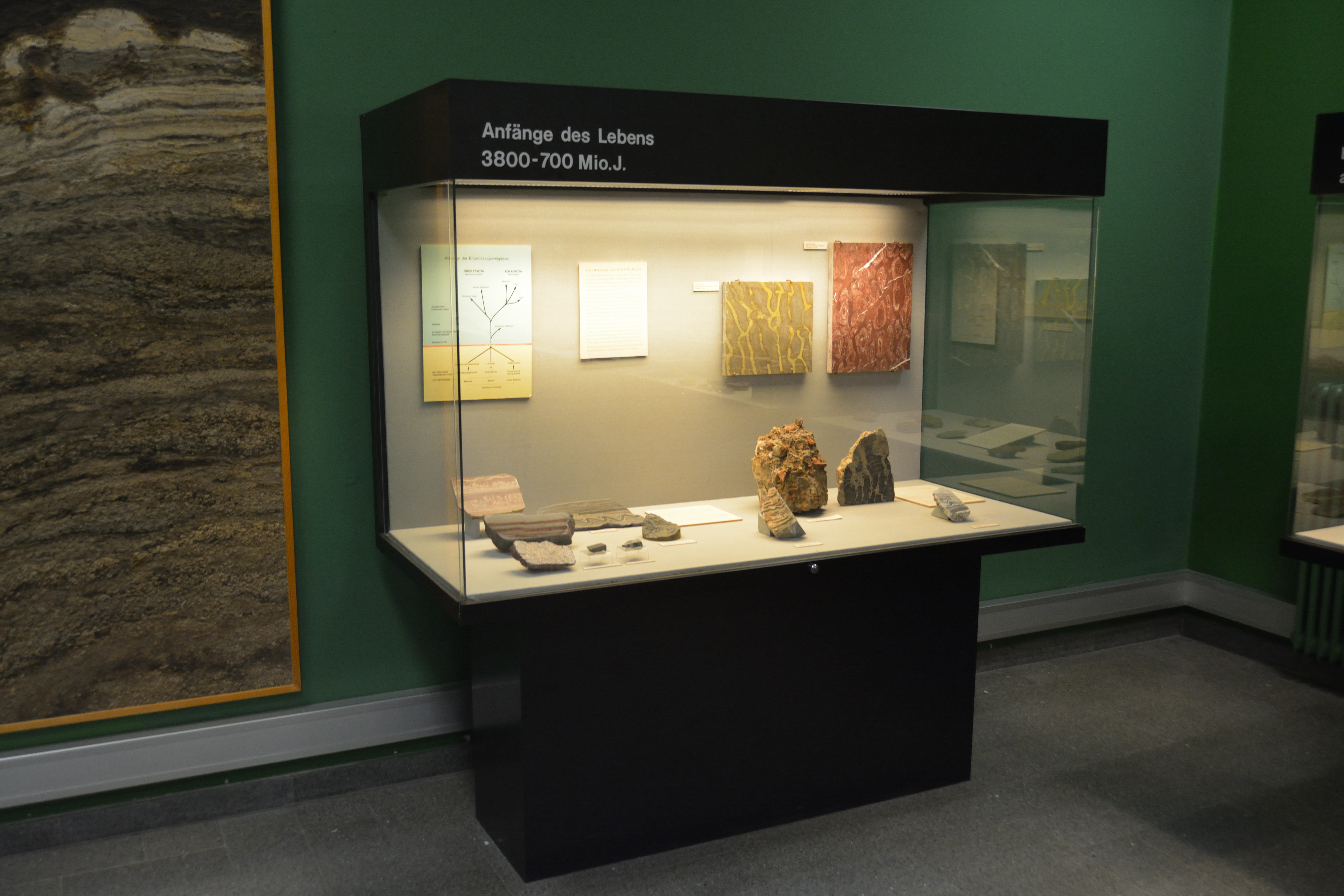
Einzelvitrine: „Anfänge des Lebens“ mit Stromatolith
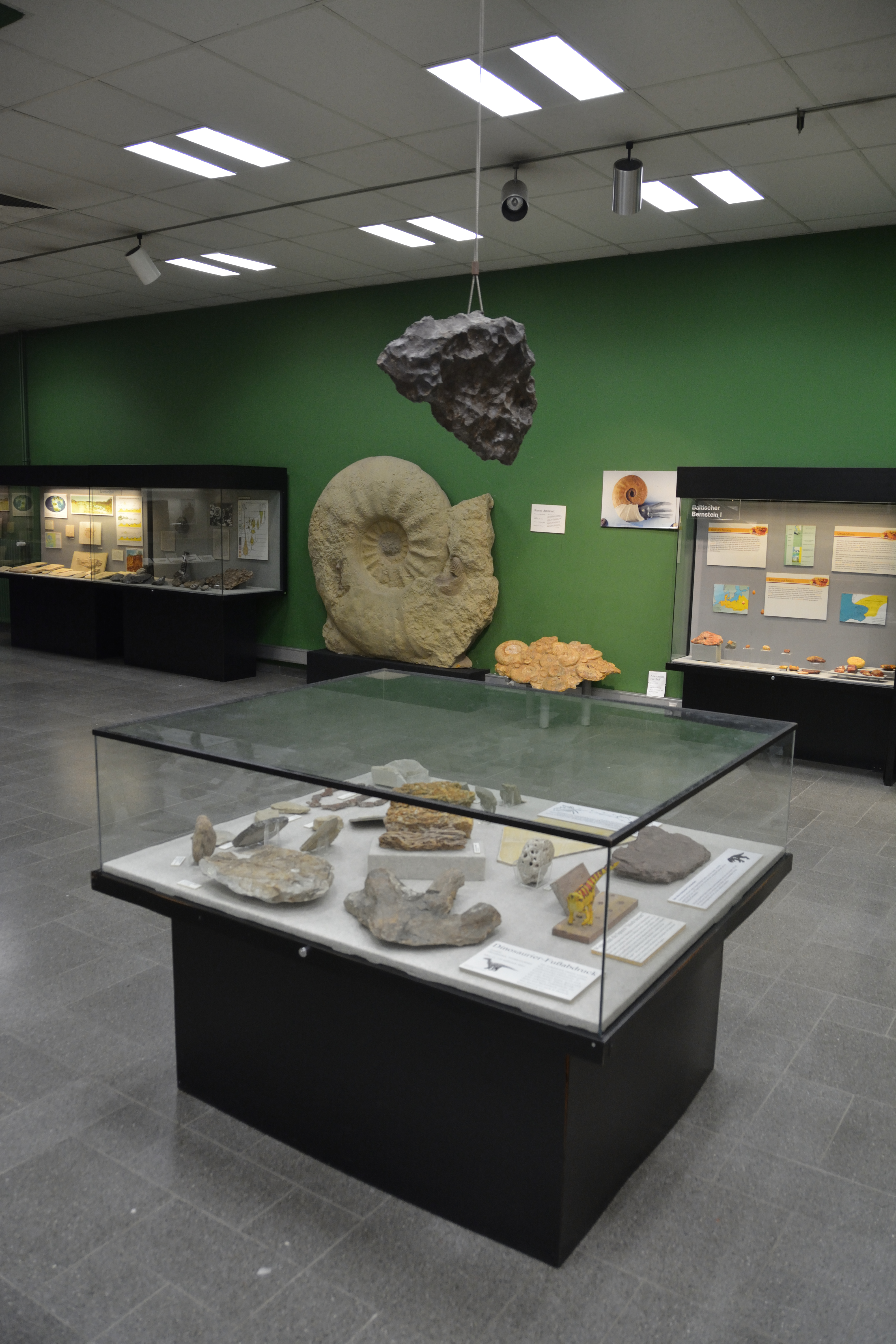
Ausstellungsdetail: Eisenmeteorit und Riesenammonit
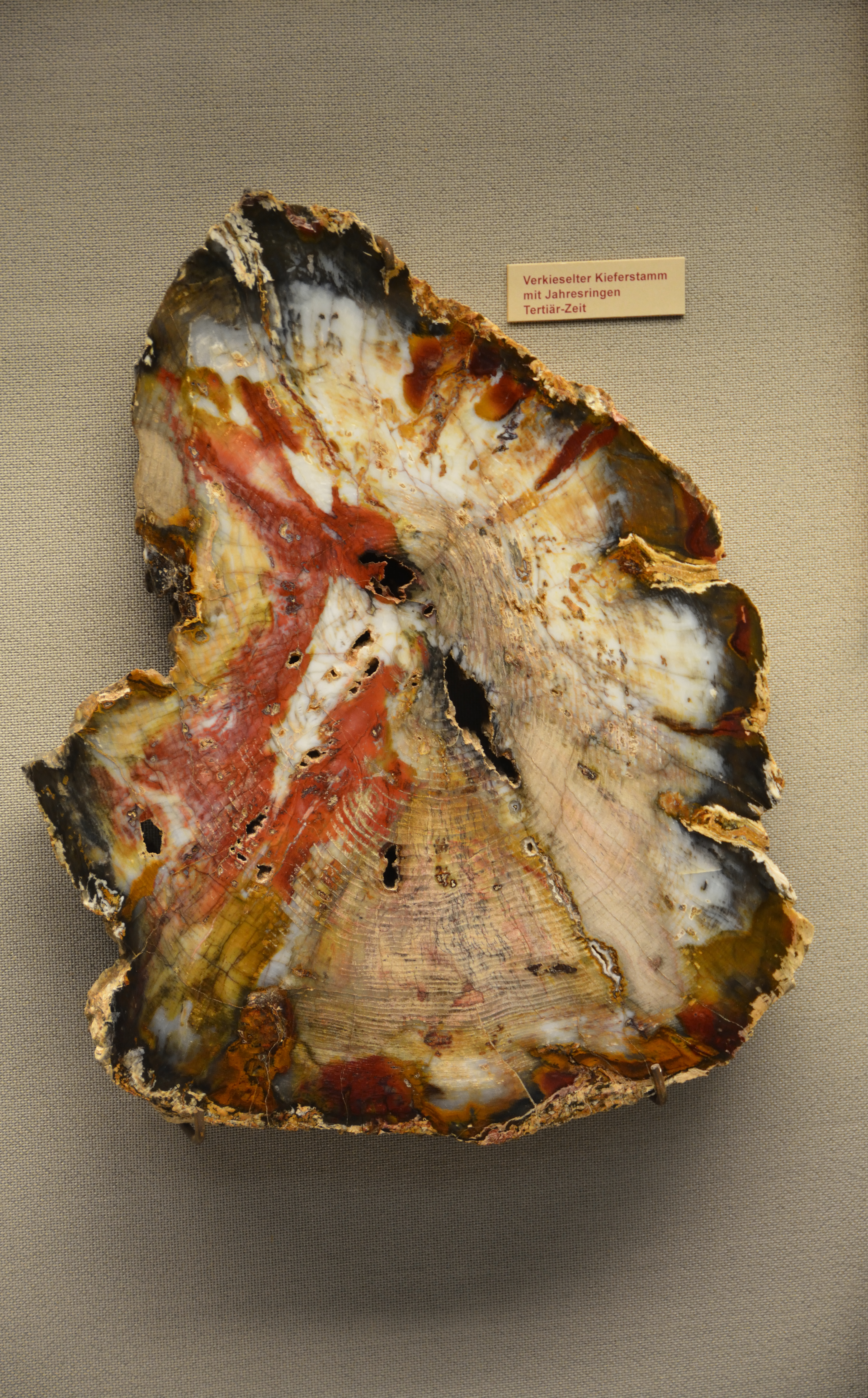
Ausstellungsdetail: Verkieselter Kierfernstamm aus dem Tertiär

## Veranstaltungen

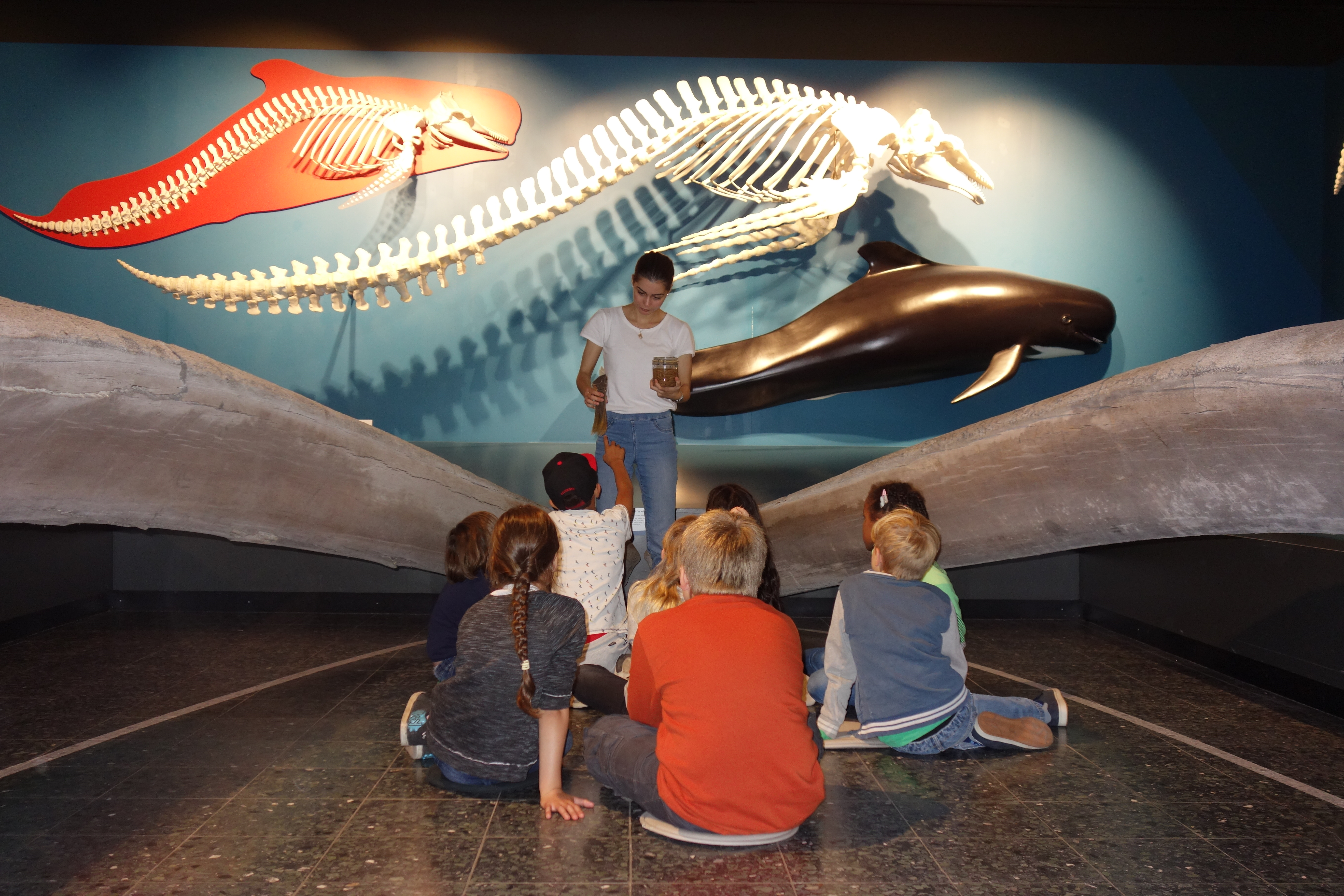
Kindergruppe in der Zoologie des Museums der Natur Hamburg

Das Leibniz-Institut zur Analyse des Biodiversitätswandels (LIB) ist neben seiner Forschungstätigkeit Veranstalter, Kooperationspartner und Teilnehmer verschiedener öffentlicher Veranstaltungen. Für den GEO-Tag der Natur beim Langen Tag der StadtNatur Hamburg organisierte das Centrum für Naturkunde (CeNak), nun LIB, seit 2016 Exkursionen und Führungen. Auch bei der Langen Nacht der Museen nahm die Institution teil und öffnet an diesem Abend seine sonst nicht öffentlich zugänglichen Sammlungen für Interessierte.